# Mantispa aphavexelte
Mantispa aphavexelte is een insect uit de familie van de Mantispidae, die tot de orde netvleugeligen (Neuroptera) behoort. 
Mantispa aphavexelte is voor het eerst wetenschappelijk beschreven door U. Aspöck & H. Aspöck in 1994.